# Capaccio Vecchio
Capaccio Vecchio (nota anche come Capaccio Vecchia) è stato un centro cilentano situato sul monte Calpazio (383 m s.l.m.), ed importante sede vescovile. L'insediamento medievale, nel 1973, è stato oggetto di studi da parte di un' équipe italo-polacca di archeologi medievisti e preistorici, diretti da Nicola Cilento e Stanislaw Tabaczyński, che svolsero indagini all'avanguardia trattandosi di uno dei primi scavi stratigrafici in tutta Italia.

## Geografia fisica

### Territorio
Le rovine di Capaccio Vecchio si trovano nel comune di Capaccio Paestum nella borgata Seude.

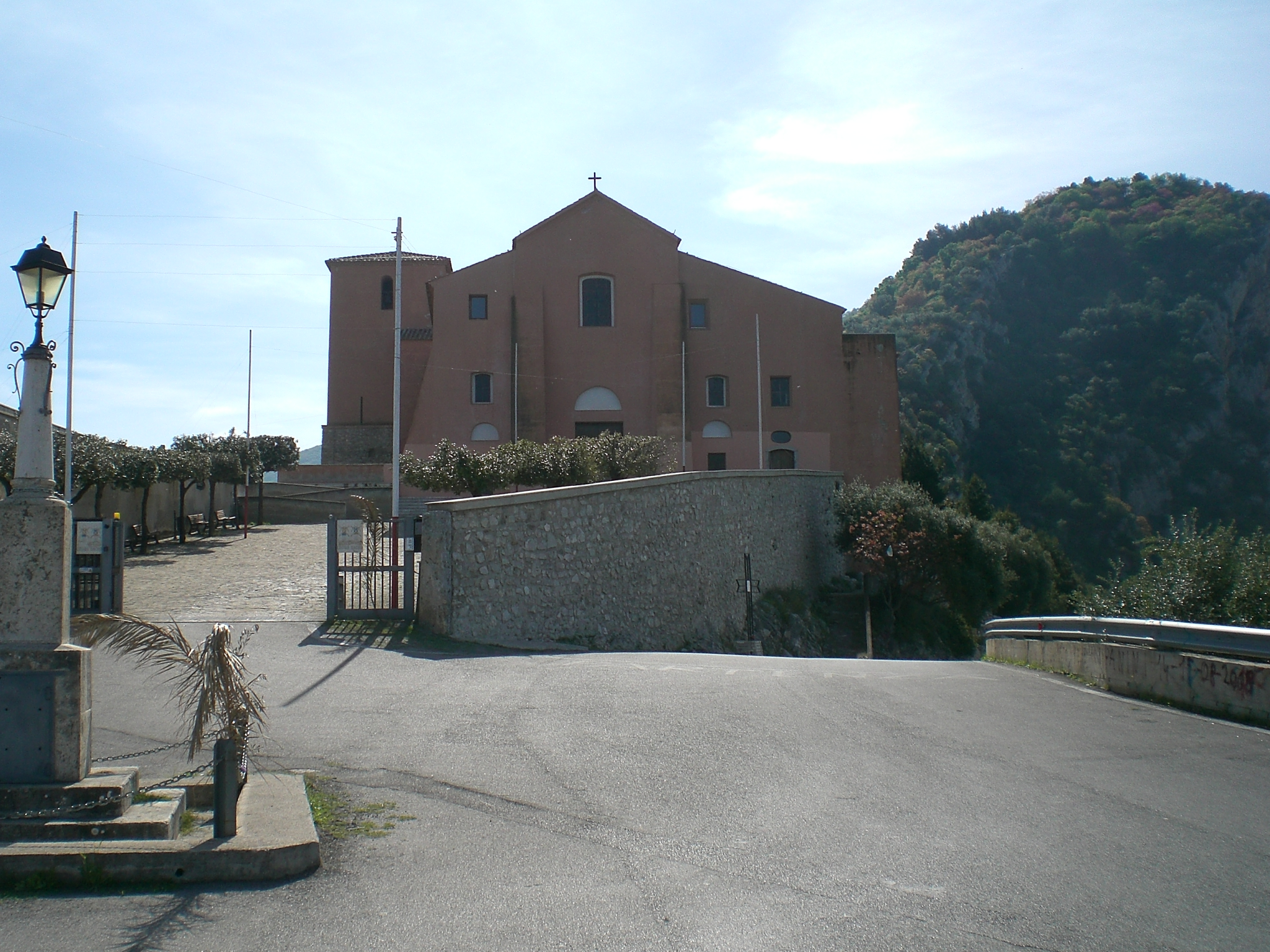
Il santuario della Madonna del Granato

È ubicato sul monte Calpazio (383 m s.l.m.), sull'estremità occidentale della dorsale montuosa che divide la valle del fiume Calore da quella del fiume Alento e di cui fanno parte anche i monti Vesole, Chianiello, Faito e l'altura su cui è ubicato l'ulteriore borgo medievale fortificato di Magliano Nuovo.

## Storia
Sorto intorno al IX secolo col nome Caput Aquis in riferimento alla sorgente di Capo di Fiume. Dal XII secolo fino al Concilio di Trento divenne sede vescovile. Nel 1246 in seguito alla congiura dei Baroni contro Federico II di Svevia, il paese fu distrutto e abbandonato.

## Monumenti e luoghi d'interesse

### Il Castello
Del borgo sono ancora visibili i ruderi del castello, ristrutturato nel periodo angioino ed utilizzato come prigione.

### Madonna del Granato
Sulle rovine della ex Cattedrale della Madonna del Granato è stata più volte ricostruita la chiesa che attualmente è denominata Santuario della Madonna del Granato.

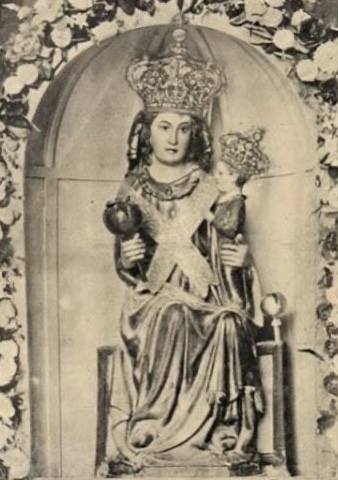
L'immagine originale della Madonna del Granato, ora distrutta a causa di un incendio.